# Microdeutopus bifidus
Microdeutopus bifidus is een vlokreeftensoort uit de familie van de Aoridae. De wetenschappelijke naam van de soort is voor het eerst geldig gepubliceerd in 1977 door Myers.